# 올림픽 보츠와나 선수단
올림픽 보츠와나 선수단은 보츠와나를 대표하여 올림픽에 참가하는 선수단이다. 보츠와나는 11차례 하계 올림픽에 참가했다. 보츠와나의 첫 번째 올림픽 경기는 1980년 하계 올림픽이었다. 보츠와나는 동계 올림픽에 참가한 적이 없다.
보츠와나는 2012년 하계 올림픽에서 니젤 아모스(Nijel Amos)가 800m에서 은메달을 획득하며 첫 메달을 획득했다. 남자 4x400 계주팀이 도쿄 올림픽에서 동메달을 획득했다.

## 대회별 메달 집계

### 하계 올림픽 메달 집계
| 경기                  | 선수          | 금            | 은            | 동            | 합계          | 순위          | 각주          |
| 1980년 모스크바       | 7             | 0             | 0             | 0             | 0             | –             | [ 1 ] [ 2 ]   |
| 1984년 로스앤젤레스   | 7             | 0             | 0             | 0             | 0             | –             | [ 1 ] [ 3 ]   |
| 1988년 서울           | 8             | 0             | 0             | 0             | 0             | –             | [ 1 ] [ 4 ]   |
| 1992년 바르셀로나     | 6             | 0             | 0             | 0             | 0             | –             | [ 1 ] [ 5 ]   |
| 1996년 애틀랜타       | 7             | 0             | 0             | 0             | 0             | –             | [ 1 ] [ 6 ]   |
| 2000년 시드니         | 7             | 0             | 0             | 0             | 0             | –             | [ 1 ] [ 7 ]   |
| 2004년 아테네         | 10            | 0             | 0             | 0             | 0             | –             | [ 1 ] [ 8 ]   |
| 2008년 베이징         | 12            | 0             | 0             | 0             | 0             | –             | [ 1 ] [ 9 ]   |
| 2012년 런던           | 4             | 0             | 1             | 0             | 1             | 69            | [ 1 ] [ 10 ]  |
| 2016년 리우데자네이루 | 12            | 0             | 0             | 0             | 0             | –             | [ 1 ] [ 11 ]  |
| 2020년 도쿄           | 13            | 0             | 0             | 1             | 1             | 86            | [ 1 ] [ 12 ]  |
| 2024년 파리           | 미래의 이벤트 | 미래의 이벤트 | 미래의 이벤트 | 미래의 이벤트 | 미래의 이벤트 | 미래의 이벤트 | 미래의 이벤트 |
| 2028년 로스앤젤레스   | 미래의 이벤트 | 미래의 이벤트 | 미래의 이벤트 | 미래의 이벤트 | 미래의 이벤트 | 미래의 이벤트 | 미래의 이벤트 |
| 2032년 브리즈번       | 미래의 이벤트 | 미래의 이벤트 | 미래의 이벤트 | 미래의 이벤트 | 미래의 이벤트 | 미래의 이벤트 | 미래의 이벤트 |
| 합계                  | 합계          | 0             | 1             | 1             | 2             | 127           |               |

### 종목별 메달
| 종목       | 금 | 은 | 동 | 합계 |
| ---------- | -- | -- | -- | ---- |
| 육상       | 0  | 1  | 1  | 2    |
| 합계 (1개) | 0  | 1  | 1  | 2    |

## 참고 자료
- “Botswana”. International Olympic Committee.
- “Botswana”. Sports-Reference.com. 2009년 2월 20일에 원본 문서에서 보존된 문서. 2017년 12월 11일에 확인함.